# Márton Fucsovics
Márton Fucsovics (* 8. Februar 1992 in Nyíregyháza) ist ein ungarischer Tennisspieler.

## Karriere
Fucsovics begann im Alter von fünf Jahren Tennis zu spielen und konnte in seiner Juniorenkarriere mehrere große Erfolge erzielen. Seinen ersten großen Titel gewann er 2009 bei den US Open im Doppel. Im Jahr 2010 siegte er im Einzel in Wimbledon und zog außerdem ins Halbfinale der Australian Open und der US Open ein. Dadurch erreichte er am 5. Juli 2010 die Spitzenposition in der Junioren-Weltrangliste. Zudem nahm er an den Olympischen Jugend-Sommerspielen in Singapur teil. Im Einzel schied er schon in der Auftaktrunde aus, im Doppel erreichte er das Viertelfinale. Nach seiner Juniorenzeit spielte Fucsovics bis Anfang 2013 großteils auf der ITF Future Tour. Er erreichte bei drei Turnieren im Einzel das Finale, konnte dort aber keinen Titel gewinnen. Im Doppel war er hingegen bei drei Finalteilnahmen dreimal erfolgreich. Auf der ATP World Tour konnte er sich erstmals 2012 beim Turnier in 's-Hertogenbosch für ein Hauptfeld qualifizieren.
Von 2013 bis Mitte 2017 trat Fucsovics weitestgehend auf der ATP Challenger Tour an, wo er 2013 zwei Turniere gewinnen konnte. Zwischen Mai 2014 und Februar 2017 stand er bei vier weiteren Turnieren im Finale, konnte jedoch keines davon gewinnen. Der Durchbruch auf der ATP Tour bzw. bei Grand-Slam-Turnieren gelang ihm in dieser Zeit noch nicht. Zwar trat er regelmäßig in der Qualifikation verschiedener Turniere an, konnte sich jedoch nur selten fürs Hauptfeld qualifizieren. Bei Grand-Slam-Turnieren gelang ihm das nur bei den US Open 2016. Nach dem Gewinn der beiden Challenger-Turniere von Vicenza und Ilkley im Juni 2017 erhielt Fucsovics eine Wildcard für das Hauptfeld von Wimbledon. Trotz einer glatten Erstrundenniederlage gegen Gilles Müller zog er nach dem Turnier erstmals in die Top 100 der Weltrangliste ein. Zum Ende des Jahres erreichte er in Basel erstmals das Viertelfinale eines ATP-Tour-Turniers.
2018 stand Fucsovics dann bei allen vier Grand-Slam- und auch fast allen Masters-Turnieren im Hauptfeld. Sein bestes Ergebnis erreichte er gleich zu Jahresbeginn bei den Australian Open, wo er im Achtelfinale dem späteren Turniersieger Roger Federer unterlag. Sein erster Turniersieg auf der ATP Tour gelang ihm im Mai in Genf beim dortigen ATP-250-Turnier. Zudem erreichte er bei den ATP-500-Turnieren von Peking und Wien jeweils das Viertelfinale. 2019 kam Fucsovics bei Grand-Slam- bzw. Masters-Turnieren nicht über die zweite Runde hinaus, erfolgreicher war er zumindest in der ersten Jahreshälfte bei den übrigen Turnieren auf der ATP Tour. In Sofia erreichte er im Februar zum zweiten Mal in seiner Karriere das Finale eines ATP-250-Turniers, verlor diesmal aber gegen Daniil Medwedew in zwei Sätzen. Bis Ende Juni stand er zudem bei vier weiteren Turnieren im Viertelfinale, kam danach bis Jahresende jedoch bei keinem Turnier mehr weiter als in die zweite Runde. 2020 war dann hingegen bei Grand-Slam-Turnieren sein bislang erfolgreichstes Jahr. Bei den Australian Open kam er wie zwei Jahre zuvor erneut ins Achtelfinale und unterlag dort wiederum Roger Federer. Bei den US Open erreichte er die dritte Runde, bei den French Open nach einem Erstrundensieg gegen den Weltranglistenfünften Daniil Medwedew das Achtelfinale. Bei den Australian Open 2021 besiegte er in der zweiten Runde im Match-Tiebreak des fünften Satzes Stan Wawrinka, schied dann aber in der dritten Runde gegen Milos Raonic aus. Beim Turnier von Rotterdam Anfang März kam er nach erfolgreicher Qualifikation bis ins Finale, wo er in zwei Sätzen Andrei Rubljow unterlag. Es war das erste von vier Aufeinandertreffen bei vier Turnieren in Folge mit dem Russen, von denen Fucsovics auch zwei weitere verlor und einmal verletzungsbedingt nicht antreten konnte.
Seit 2010 spielt Fucsovics für die ungarische Davis-Cup-Mannschaft.

## Erfolge
| Legende (Anzahl der Siege)  |
| Grand Slam                  |
| ATP World Tour Finals       |
| ATP World Tour Masters 1000 |
| ATP World Tour 500          |
| ATP World Tour 250 (2)      |
| ATP Challenger Tour (7)     |

| ATP-Titel nach Belag |
| Hartplatz (0)        |
| Sand (2)             |
| Rasen (0)            |
| Teppich (0)          |

### Einzel

#### Turniersiege

##### ATP World Tour
| Nr. | Datum          | Turnier  | Belag | Finalgegner     | Ergebnis |
| --- | -------------- | -------- | ----- | --------------- | -------- |
| 1.  | 26. Mai 2018   | Genf     | Sand  | Peter Gojowczyk | 6:2, 6:2 |
| 2.  | 21. April 2024 | Bukarest | Sand  | Mariano Navone  | 6:4, 7:5 |

##### ATP Challenger Tour
| Nr. | Datum             | Turnier    | Belag         | Finalgegner      | Ergebnis       |
| --- | ----------------- | ---------- | ------------- | ---------------- | -------------- |
| 1.  | 5. Mai 2013       | Anning     | Sand          | James Ward       | 7:5, 3:6, 6:3  |
| 2.  | 24. November 2013 | Andria     | Hartplatz (i) | Dustin Brown     | 6:3, 6:4       |
| 3.  | 4. Juni 2017      | Vicenza    | Sand          | Laslo Đere       | 4:6, 7:67, 6:2 |
| 4.  | 25. Juni 2017     | Ilkley     | Rasen         | Alex Bolt        | 6:1, 6:4       |
| 5.  | 13. November 2022 | Bratislava | Hartplatz (i) | Fábián Marozsán  | 6:2, 6:4       |
| 6.  | 7. Januar 2023    | Canberra   | Hartplatz     | Leandro Riedi    | 7:5, 6:4       |
| 7.  | 15. Februar 2025  | Manama     | Hartplatz     | Andrea Vavassori | 6:3, 6:73, 6:4 |

#### Finalteilnahmen
| Nr. | Datum            | Turnier   | Belag         | Finalgegner     | Ergebnis  |
| --- | ---------------- | --------- | ------------- | --------------- | --------- |
| 1.  | 10. Februar 2019 | Sofia     | Hartplatz (i) | Daniil Medwedew | 4:6, 3:6  |
| 2.  | 7. März 2021     | Rotterdam | Hartplatz (i) | Andrei Rubljow  | 6:74, 4:6 |

## Abschneiden bei Grand-Slam-Turnieren

### Einzel
| Turnier         | 2011 | 2012 | 2013 | 2014 | 2015 | 2016 | 2017 | 2018 | 2019 | 2020 | 2021 | 2022 | 2023 | 2024 | 2025 | Karriere |
| --------------- | ---- | ---- | ---- | ---- | ---- | ---- | ---- | ---- | ---- | ---- | ---- | ---- | ---- | ---- | ---- | -------- |
| Australian Open | —    | —    | —    | Q3   | Q2   | Q1   | Q1   | AF   | 2    | AF   | 3    | 1    | 3    | 1    | Q2   | AF       |
| French Open     | —    | —    | —    | Q1   | Q2   | Q2   | Q2   | 2    | 1    | AF   | 2    | 2    | 2    | 1    | 2    | AF       |
| Wimbledon       | Q2   | —    | Q1   | Q3   | Q3   | Q1   | 1    | 1    | 2    |      | VF   | 1    | 3    | 1    | 3    | VF       |
| US Open         | —    | —    | Q1   | Q2   | Q2   | 1    | 1    | 1    | 1    | 3    | 1    | 2    | 2    | 1    |      | 3        |

Zeichenerklärung: S = Turniersieg; F, HF, VF, AF = Einzug ins Finale / Halbfinale / Viertelfinale / Achtelfinale; 1, 2, 3 = Ausscheiden in der 1. / 2. / 3. Hauptrunde; Q1, Q2, Q3 = Ausscheiden in der 1. / 2. / 3. Qualifikationsrunde; nicht ausgetragen

### Doppel
| Turnier         | 2018 | 2019 | 2020 | 2021 | 2022 | 2023 | 2024 | Karriere |
| --------------- | ---- | ---- | ---- | ---- | ---- | ---- | ---- | -------- |
| Australian Open | 1    | 1    | —    | —    | —    | —    | 2    | 2        |
| French Open     | 1    | 1    | 2    | 1    | 2    | 1    | —    | 2        |
| Wimbledon       | 1    | 1    |      | 2    | —    | —    | —    | 2        |
| US Open         | 1    | —    | —    | 1    | 1    | 1    | —    | 1        |

### Mixed
| Turnier         | 2019 | Karriere |
| --------------- | ---- | -------- |
| Australian Open | AF   | AF       |
| French Open     | AF   | AF       |
| Wimbledon       | —    | —        |
| US Open         | —    | —        |